# Hesburger
Hesburger è una catena di fast food con sede a Turku, in Finlandia.

## Storia
Fondata nel 1966 nei 10 anni seguenti alla sua fondazione, l'azienda si espanse in più di 60 città, aprendo sia in Finlandia che in altri paesi europei, tra cui Paesi baltici e Germania, più di 200 ristoranti. Venne tentata anche l'apertura di un fast food Hesburger in Siria ma fu presto chiuso per assenza di profitti. A Turku è presente anche un albergo di proprietà Hesburger, con annesso fast food. Molti ristoranti di Hesburger offrono la copertura di WiFi.
Oggi è la più grande catena di ristoranti fast food finlandesi, con una presenza più forte nel mercato finlandese di quanto la McDonald's abbia negli Stati Uniti.

## Prodotti
La catena di fast food di questa azienda vende principalmente hamburger, cheeseburger, insalate, patate fritte, bevande non alcoliche, frappé e dolci.
Un tratto distintivo degli hamburger serviti dalla catena è la presenza della panna acida tra i condimenti.

## Presenza nel mondo

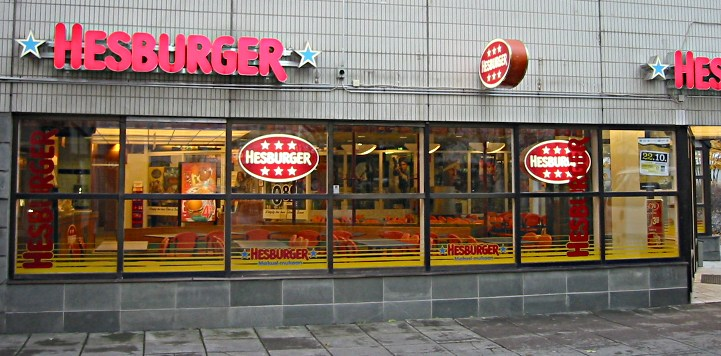
Tipico ristorante Hesburger

Hesburger possiede quasi 500 ristoranti in 9 paesi:
| Stato     | Numero di ristoranti |
| --------- | -------------------- |
| Finlandia | 268                  |
| Lituania  | 65                   |
| Estonia   | 53                   |
| Lettonia  | 53                   |
| Bulgaria  | 32                   |
| Romania   | 10                   |
| Ucraina   | 7                    |
| Germania  | 2                    |
| Polonia   | 1                    |

La catena era presente anche in altri 4 paesi:
- Bielorussia[1] (fino al 2022)
- Iran[2] (fino al 2018)
- Kazakistan[3] (fino al 2015)
- Russia[4] (fino al 2022)
- Siria[5] (fino al 2006)
- Turchia[6] (fino al 2015)

### Annotazioni
1. ↑  Dati aggiornati al 20 giugno 2025

### Fonti
1. ↑  (EN) Hesburger to close all Russia, Belarus outlets this week, su News, 28 aprile 2022. URL consultato il 20 giugno 2025.
2. ↑  (FI) Hesburger - Hesburger lopetti toimintansa Iranissa, su www.hesburger.fi. URL consultato il 20 giugno 2025.
3. ↑  (FI) it.facebook.com,  https://it.facebook.com/story.php?story_fbid=10153049539802089&id=10153049539802089. URL consultato il 20 giugno 2025.
4. ↑  (FI) Hesburger - Hesburger-ravintoloiden toiminta on loppunut Venäjällä., su www.hesburger.fi. URL consultato il 20 giugno 2025.
5. ↑  (EN) business | Finland Times, su www.finlandtimes.fi. URL consultato il 20 giugno 2025.
6. ↑  (FI) Hesburger - Ensimmäinen ravintola Turkkiin, su www.hesburger.fi. URL consultato il 20 giugno 2025.